# KRI Sorong (911)
KRI Sorong (911) je tanker indonéského námořnictva. Roku 2021 byla vyřazena.

## Stavba
Plavidlo postavila jugoslávská loděnice v Trogiru. Do služby byla přijata roku 1965.

## Konstrukce
Tanker pojme 3300 tun nákladu. Je vyzbrojen čtyřmi 12,7mm kulomety. Pohonný systém tvoří jeden diesel pohánějící jeden lodní šroub. Nejvyšší rychlost dosahuje 15 uzlů.